# گیوم تونو
گیوم تونو (انگلیسی: Guillaume Thévenot؛ زادهٔ ۱۳ سپتامبر ۱۹۹۳ ‏(۳۱ سال)) دوچرخه‌سوار اهل فرانسه است.
از باشگاه‌هایی که در آن بازی کرده‌است می‌توان به تیم دوچرخه‌سواری دیرکت انرژی اشاره کرد.